# Tapeinidium melanesicum
Tapeinidium melanesicum är en ormbunkeart som beskrevs av Kramer. Tapeinidium melanesicum ingår i släktet Tapeinidium och familjen Lindsaeaceae. Inga underarter finns listade.